# Горгон
Горгон, Большой Горгон — крупное газовое месторождение на северо-западе Австралии, вблизи острова Барроу. В геологическом отношении Большой Горгон относится к южной части поднятия Рэнкин. Открыто в 1980 году. Месторождение входит в состав «Gorgon gas project».
Запасы Большого Горгона составляют 1,1 трлн м³ природного газа, порядка 25 % разведанных запасов природного газа Австралии. Содержание диоксида углерода составляет 12-17 %, также есть незначительная примесь азота.
Месторождение Горгон разрабатывает Shell, которая владеет 25 % долей в проекте «Gorgon gas project», совместно с американскими компаниями «Chevron» и «ExxonMobil», владеющими соответственно 50 % и 25 %.